# تاتا اسکای
تاتا اسکای (انگلیسی: Tata Sky) شرکت رسانه‌ای هندی است، که در سال ۲۰۰۶ تأسیس شد.